# Remy LaCroix
Remy LaCroix (São Francisco, 26 de junho de 1988) é uma atriz pornográfica americana.

## Vida pessoal
Antes de entrar na indústria para adultos, LaCroix era uma dançarina especializada em vários festivais de música e para o Burning Man. Suas performances incluíram fire dancing, aerial silks, e hula-hooping.

## Carreira
LaCroix entrou na indústria de filmes adultos em dezembro de 2011, com um cena de Gang bang para o site Kink.com. Ela trabalhou por seis meses antes de anunciar que estava deixando a indústria pornôgrafica. Citando burnout, ela continuou a honrar compromissos anteriores, trabalhou para o departamento de talentos do Kink.com, e promoveu seus filmes inéditos. Ela decidiu voltar a filmar em novembro de 2012.
Em 2013, a LA Weekly classificou ela em décimo lugar em sua lista de "10 Porn Stars Who Could Be the Next Jenna Jameson". Ela também foi colocada na lista CNBC para o "The Dirty Dozen: Porn's Most Popular Stars" em 2013 e em 2014.
LaCroix foi agendado para ser uma juíza no web-reality show, o que é uma versão pornográfica do programa The X Factor.
Em dezembro de 2014, foi anunciado que LaCroix havia assinado um contrato com a empresa ArchAngel Productions. Menos de três meses em seu contrato, LaCroix terminou seu "relacionamento" com a empresa de produção.

## Prêmios e indicações

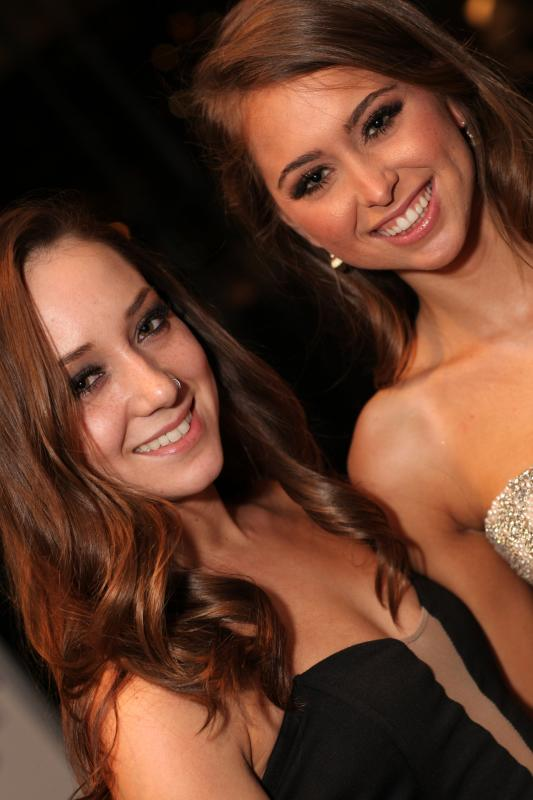
Remy LaCroix com Riley Reid (direita), Sua ex-co-estrela e vencedora conjunta por vários prêmios em 2013 e 2014

| Ano  | Resultado | Prêmio                               | Filme                             |
| ---- | --------- | ------------------------------------ | --------------------------------- |
| 2013 | Indicado  | Best Actress                         | Torn                              |
| 2013 | Indicado  | Best Boy/Girl Sex Scene              | Torn                              |
| 2013 | Indicado  | Best Double Penetration Sex Scene    | Remy 1                            |
| 2013 | Indicado  | FBest Girl/Girl Sex Scene            | Remy 1                            |
| 2013 | Venceu    | Best New Starlet                     |                                   |
| 2013 | Venceu    | Best Tease Performance               | Remy 1                            |
| 2014 | Venceu    | Best Actress                         | Temptation of Eve                 |
| 2014 | Indicado  | Best Anal Sex Scene                  | Rump Raiders                      |
| 2014 | Venceu    | Best Girl/Girl Sex Scene             | Girl Fever                        |
| 2014 | Indicado  | Best Group Sex Scene                 | Manuel Ferrara's Reverse Gangbang |
| 2014 | Indicado  | Best Tease Performance               | Remy 2                            |
| 2014 | Indicado  | Best Three-Way Sex Scene: G/G/B      | Anal Corruption 1                 |
| 2014 | Venceu    | Best Three-Way Sex Scene: G/G/B      | Remy 2                            |
| 2014 | Indicado  | Female Performer of the Year         |                                   |
| 2015 | Indicado  | Best All-Girl Group Sex Scene        | Mysterious Ways                   |
| 2015 | Indicado  | Best Double Penetration Sex Scene    | Squatter                          |
| 2015 | Venceu    | Best Girl/Girl Sex Scene             | Gabi Gets Girls                   |
| 2015 | Indicado  | Best Group Sex Scene                 | Holly... Would                    |
| 2015 | Indicado  | Best Solo/Tease Performance          | Gabi Gets Girls                   |
| 2015 | Indicado  | Fan Award: Favorite Female Porn Star |                                   |
| 2015 | Indicado  | Fan Award: Hottest Ass               |                                   |
| 2015 | Indicado  | Fan Award: Social Media Star         |                                   |
| 2016 | Indicado  | Best Actress                         | Stockholm Syndrome                |
| 2016 | Indicado  | Best All-Girl Group Sex Scene        | Massage School Dropouts           |
| 2016 | Indicado  | Best All-Girl Group Sex Scene        | Meet Aidra Fox                    |
| 2016 | Indicado  | Best Boy/Girl Sex Scene              | Stockholm Syndrome                |
| 2016 | Indicado  | Best Double Penetration Sex Scene    | Remy                              |
| 2016 | Indicado  | Best Solo/Tease Performance          | Remy                              |
| 2016 | Indicado  | Fan Award: Favorite Female Porn Star |                                   |
| 2017 | Indicado  | Best Double Penetration Sex Scene    | Black Owned 8                     |

| Ano  | Resultado | Prêmio                                | Filme              |
| ---- | --------- | ------------------------------------- | ------------------ |
| 2013 | Indicado  | Best Actress - Couples-Themed Release | Torn               |
| 2013 | Indicado  | Best Actress - Feature Movie          | Torn               |
| 2013 | Indicado  | Best New Starlet                      |                    |
| 2013 | Indicado  | Best Scene - Feature Movie            | Torn               |
| 2014 | Indicado  | Best Actress - Couples-Themed Release | Broken Hearts      |
| 2014 | Indicado  | Best Actress - Feature Movie          | Temptation of Eve  |
| 2014 | Indicado  | Best Scene - Couples-Themed Release   | Broken Hearts      |
| 2014 | Indicado  | Best Scene - Feature Movie            | Temptation of Eve  |
| 2014 | Indicado  | Female Performer of the Year          |                    |
| 2015 | Indicado  | Best Actress - Feature Movie          | Squatter           |
| 2015 | Indicado  | Best Scene - All-Girl                 | Mysterious Ways    |
| 2015 | Indicado  | Best Scene - Feature Movie            | Squatter           |
| 2016 | Indicado  | Best Actress - Feature Movie          | Stockholm Syndrome |
| 2016 | Indicado  | Best Scene - Feature Release          | Stockholm Syndrome |

| Ano  | Resultado | Prêmio                       | Filme             |
| ---- | --------- | ---------------------------- | ----------------- |
| 2013 | Indicado  | Best Actress                 | Torn              |
| 2013 | Venceu    | New Starlet of the Year      |                   |
| 2014 | Venceu    | Best Actress                 | Temptation of Eve |
| 2014 | Venceu    | Female Performer of the Year |                   |
| 2014 | Indicado  | Orgasmic Oralist of the Year |                   |

### Prêmios

#### Nightmoves
- 2014 - Best Female Performer[15]

#### Spank Bank Awards
- 2013 - Newcummer of the Year
- 2013 - Prettiest Girl In Porn
- 2015 - Bad Ass Brunette of the Year
- 2016 - Most Adorable Slut

#### Spank Bank Technical Awards
- 2013 - Before You Came Into My Life I Missed You So Bad
- 2013 - Best Partners for a B/G/G Threeway
- 2013 - Freckled Fuck Kitten
- 2013 - Most Talented Tramp
- 2013 - The Total Package
- 2015 - Chillest Bitch on the Planet
- 2015 - Nicest Nympho
- 2015 - Sphincter Wizard Surrounded By Muggles
- 2016 - Best 'Cousin It' Imitation
- 2016 - Magnum Artificialis Mastrophobe

### Indicações

#### Nightmoves
- 2013 - Best Female Performer
- 2014 - Best Butt
- 2015 - Best Butt

#### Nightmoves Fan Awards
- 2014 - Best Butt
- 2014 - Best Female Performer
- 2015 - Best Butt

#### Sex Awards
- 2013 - Porn Star of the Year
- 2013 - Porn's Best Body
- 2013 - Sexiest Adult Star

#### Spank Bank Awards
- 2013 - Best All Around Porn Goddess
- 2013 - Breakout Star of the Year
- 2013 - Dirty Little Slut of the Year
- 2013 - Fetish Virtuoso of the Year
- 2013 - Masturbator of the Year
- 2013 - Most Adorable Slut
- 2013 - Most Beautiful Seductress
- 2013 - Most Comprehensive Utilization of All Orifices
- 2013 - Most Spanked To Girl of the Year
- 2013 - Porn's Next "It" Girl
- 2013 - The Girl Next Door ... Only Better
- 2014 - America's Porn Sweetheart
- 2014 - Asshole (The Sexy Kind) of the Year
- 2014 - BBC Slut of the Year
- 2014 - Breakout Star of the Year
- 2014 - DP'd Dynamo of the Year
- 2014 - Hardest Working Ho in Ho Biz
- 2014 - Mattress Actress of the Year
- 2014 - Most Spanked To Girl of the Year
- 2014 - The Girl Next Door ... Only Better
- 2014 - Wet Dream Girl
- 2015 - Best "O" Face
- 2015 - Best Vocals
- 2015 - Most Comprehensive Utilization of All Orifices
- 2015 - Prettiest Girl In Porn
- 2015 - Pussy of the Year
- 2015 - Super Squirter of the Year
- 2015 - Tweeting Twat of the Year
- 2016 - America's Porn Sweetheart
- 2016 - ATM Machine
- 2016 - Bad Ass Brunette of the Year
- 2016 - Best Ass Licking Artist
- 2016 - Best Booty
- 2016 - Hardest Working Ho in Ho Biz
- 2016 - Mattress Actress of the Year
- 2016 - The Total Package

#### The Fannys
- 2013 - New Starlet of the Year
- 2014 - Most Heroic Ass (Best Anal)

#### Urban X Awards
- 2012 - Rising Star: Female